# فيزياء راديوية
الفيزياء الراديوية (أيضًا الكتابة الحديثة "فيزياء الراديو") هي فرع من فروع الفيزياء تركز على الدراسة النظرية والتجريبية لأنواع معينة من الإشعاع وانبعاثه وانتشاره وتفاعله مع المادة.
يستخدم المصطلح في المعاني الرئيسية التالية:
- دراسة موجات الراديو (مجال البحث الأصلي)
- دراسة الإشعاع المستخدم في علم الأشعة[2]
- دراسة نطاقات أخرى من طيف الإشعاع الكهرومغناطيسي في بعض التطبيقات المحددة

من بين التطبيقات الرئيسية للفيزياء الراديوية البث الإذاعي، وتحديد الموقع الراديوي، وعلم الفلك الراديوي، وعلم الأشعة.

## الفروع
- تتعامل الفيزياء الراديوية الكلاسيكية مع اتصالات الموجات الراديوية والكشف عنها
- الفيزياء الراديوية الكمية (فيزياء الليزر والميزر؛ كان نيكولاي باسوف مؤسس الفيزياء الراديوية الكمية في الاتحاد السوفيتي)
- الفيزياء الراديوية الإحصائية